# Петко Карлуковски
Петко Николов Карлуковски е български актьор.

## Биография
Роден е на 6 август 1921 г. в Бяла Слатина. Първоначално работи към различни театри в Перник (1939–1941) и Плевен (1943–1945), както и към трупите на Фронтов театър (1944-1945) и Военния театър (1945). През 1947 г. се премества в Народния театър, където остава до смъртта си.
През 1967 г. е удостоен със званието „заслужил артист“.
Умира през 1974 година.

## Отличия
- Заслужил артист (1967).
- Орден „Кирил и Методий“ – I степен (1963).
- „Съветски медал“ за Отечествената война.
- „Димитровградска награда – II степен“ за ролята му на („Боримечката“) във филма Под игото (1953).

## Театрални роли
- „Боряна“ (Йордан Йовков)
- „Двубой“ (Иван Вазов) – Каракалпаков
- „В полите на Витоша“ (Пейо Яворов)
- „Салемските вещици“ (Артър Милър) – Патнъм

### Телевизионен театър
- „Политикани“
- „Годеж“ (1973) (Алеко Константинов)
- „Минали времена“ (1973) (Алеко Константинов)
- „Големият и Малкият Клаус“ (1971) (Ханс Кристиан Андерсен) - мюзикъл
- „Вражалец“ (1970) (Ст. Л. Костов) (Първа реализация)
- „Вампир“ (1970) (Антон Страшимиров)

## Филмография
| Година | Филми и Сериали                  | Серии | Копродукции     | Роля                         |
| ------ | -------------------------------- | ----- | --------------- | ---------------------------- |
| 1974   | Завещанието                      |       |                 | кметът                       |
| 1974   | Последният ерген                 |       |                 |                              |
| 1969   | Свобода или смърт                |       |                 | четник                       |
| 1964   | 13 дни                           |       |                 | Крачун Шопа                  |
| 1962   | Тютюн                            |       |                 | Виктор Ефимович              |
| 1960   | Бъди щастлива Ани                |       |                 | председателят Стоян Дончев   |
| 1960   | Хитър Петър                      |       |                 | Стати, чорбаджийски пратеник |
| 1958   | Любимец №13                      |       |                 | Пеци                         |
| 1958   | Сиромашка радост                 |       |                 | Стоян, мъжът на Пенка        |
| 1956   | Точка първа                      |       |                 | запалянко                    |
| 1956   | Димитровградци                   |       |                 | Стойне Шопа                  |
| 1955   | Неспокоен път                    |       |                 | Комара                       |
| 1955   | Героите на Шипка – (Герои Шипки) |       | СССР / България | Боримечката                  |
| 1954   | Септемврийци                     |       |                 | миньор                       |
| 1952   | Под игото                        |       |                 | Иван Боримечката             |
| 1950   | Тревога                          |       |                 | партизанин                   |
| 1946   | Борба за щастие                  |       |                 |                              |